# Vladislav Polzunov
Vladislav Leonídovich Polzunov –en ruso, Владислав Леонидович Ползунов– (21 de enero de 1976) es un deportista ruso que compitió en piragüismo en la modalidad de aguas tranquilas. Ganó cinco medallas en el Campeonato Mundial de Piragüismo entre los años 1997 y 2001, y tres medallas de oro en el Campeonato Europeo de Piragüismo entre los años 1997 y 2001.

## Palmarés internacional
| Campeonato Mundial | Campeonato Mundial | Campeonato Mundial | Campeonato Mundial |
| Año                | Lugar              | Medalla            | Evento             |
| ------------------ | ------------------ | ------------------ | ------------------ |
| 1997               | Dartmouth (Canadá) | Medalla de plata   | C4 1000 m          |
| 1997               | Dartmouth (Canadá) | Medalla de bronce  | C4 500 m           |
| 1998               | Szeged (Hungría)   | Medalla de bronce  | C2 200 m           |
| 1998               | Szeged (Hungría)   | Medalla de bronce  | C4 500 m           |
| 2001               | Poznań (Polonia)   | Medalla de bronce  | C4 200 m           |
| Campeonato Europeo |                    |                    |                    |
| Año                | Lugar              | Medalla            | Evento             |
| 1997               | Plovdiv (Bulgaria) | Medalla de oro     | C4 200 m           |
| 2000               | Poznań (Polonia)   | Medalla de oro     | C4 500 m           |
| 2001               | Milán (Italia)     | Medalla de oro     | C4 500 m           |